# Luis Rioja González
Luis Jesús Rioja González (Las Cabezas de San Juan, Sevilla, España, 16 de octubre de 1993) es un futbolista español que juega de centrocampista en el Valencia C. F. de la Primera División de España.

## Trayectoria
Luis Rioja se formó en las categorías base del C. D. Cabecense, club de su pueblo natal. Más tarde, se incorporó a la cantera del Real Madrid para jugar en el Real Madrid Club de Fútbol "C" durante la temporada 2013-14. 
En la temporada 2014-15 jugó en Segunda División B con el Real Club Celta de Vigo "B", tercera categoría del fútbol español. Fue convocado por Eduardo Berizzo en el verano de 2015 para hacer la pretemporada en Alemania con el primer equipo del Celta de Vigo, aunque no llegó a debutar en Primera División. En Segunda B, posee una amplia experiencia, ya que jugaría casi un centenar de partidos en dos temporadas y media en Vigo.
Disputó la temporada 2017-18 en las filas del Marbella F. C. de Málaga, con el que disputó los playoffs de ascenso a Segunda División, donde disputó un total de 49 partidos y marcó cinco goles.
En julio de 2018 firmó con la U. D. Almería para realizar su debut como jugador en la Segunda División y firmó por dos temporadas, más otra opcional.
En julio de 2019 el Deportivo Alavés abonó su cláusula de rescisión. En la campaña 2020-21 el equipo descendió a Segunda División y un año después volvieron a la Primera División. Estuvo cinco temporadas en el club en las que jugó 189 partidos, marcó 22 goles y dio 17 asistencias.
El 22 de agosto de 2024 se hizo oficial su fichaje por el Valencia C. F. y firmó un contrato hasta junio de 2026.

## Clubes
Actualizado al último partido disputado el 23 de mayo de 2025.
| Club                             | Div.          | Temporada     | Liga  | Liga  | Copas nacionales | Copas nacionales | Copas internacionales | Copas internacionales | Total | Total |
| Club                             | Div.          | Temporada     | Part. | Goles | Part.            | Goles            | Part.                 | Goles                 | Part. | Goles |
| -------------------------------- | ------------- | ------------- | ----- | ----- | ---------------- | ---------------- | --------------------- | --------------------- | ----- | ----- |
| C. D. Cabecense · España         | 3.ª           | 2012-13       | 37    | 4     | ―                | ―                | ―                     | ―                     | 37    | 4     |
| C. D. Cabecense · España         | Total club    | Total club    | 37    | 4     | 0                | 0                | 0                     | 0                     | 37    | 4     |
| Real Madrid C. F. "C" · España   | 2.ª B         | 2013-14       | 34    | 0     | ―                | ―                | ―                     | ―                     | 34    | 0     |
| Real Madrid C. F. "C" · España   | Total club    | Total club    | 34    | 0     | 0                | 0                | 0                     | 0                     | 34    | 0     |
| R. C. Celta de Vigo "B" · España | 2.ª B         | 2014-15       | 28    | 4     | ―                | ―                | ―                     | ―                     | 28    | 4     |
| R. C. Celta de Vigo "B" · España | 2.ª B         | 2015-16       | 37    | 4     | ―                | ―                | ―                     | ―                     | 37    | 4     |
| R. C. Celta de Vigo "B" · España | Total club    | Total club    | 65    | 8     | 0                | 0                | 0                     | 0                     | 65    | 8     |
| Marbella F. C. · España          | 2.ª B         | 2016-17       | 16    | 0     | ―                | ―                | ―                     | ―                     | 16    | 0     |
| Marbella F. C. · España          | 2.ª B         | 2017-18       | 32    | 5     | 2                | 0                | ―                     | ―                     | 34    | 5     |
| Marbella F. C. · España          | Total club    | Total club    | 48    | 5     | 2                | 0                | 0                     | 0                     | 50    | 5     |
| U. D. Almería · España           | 2.ª           | 2018-19       | 39    | 4     | 2                | 1                | ―                     | ―                     | 41    | 5     |
| U. D. Almería · España           | Total club    | Total club    | 39    | 4     | 2                | 1                | 0                     | 0                     | 41    | 5     |
| Deportivo Alavés · España        | 1.ª           | 2019-20       | 28    | 0     | 1                | 0                | ―                     | ―                     | 29    | 0     |
| Deportivo Alavés · España        | 1.ª           | 2020-21       | 35    | 4     | 1                | 1                | ―                     | ―                     | 36    | 5     |
| Deportivo Alavés · España        | 1.ª           | 2021-22       | 37    | 1     | 2                | 1                | ―                     | ―                     | 39    | 2     |
| Deportivo Alavés · España        | 2.ª           | 2022-23       | 42    | 10    | 3                | 0                | ―                     | ―                     | 45    | 10    |
| Deportivo Alavés · España        | 1.ª           | 2023-24       | 37    | 5     | 2                | 0                | ―                     | ―                     | 39    | 5     |
| Deportivo Alavés · España        | 1.ª           | 2024-25       | 1     | 0     | ―                | ―                | ―                     | ―                     | 1     | 0     |
| Deportivo Alavés · España        | Total club    | Total club    | 180   | 20    | 9                | 2                | 0                     | 0                     | 189   | 22    |
| Valencia C. F. · España          | 1.ª           | 2024-25       | 36    | 5     | 2                | 0                | ―                     | ―                     | 38    | 5     |
| Valencia C. F. · España          | Total club    | Total club    | 36    | 5     | 2                | 0                | 0                     | 0                     | 38    | 5     |
| Total carrera                    | Total carrera | Total carrera | 439   | 46    | 15               | 3                | 0                     | 0                     | 454   | 49    |
| 1.                               |               |               |       |       |                  |                  |                       |                       |       |       |